# Campionati europei di karate 1989
La 24ª edizione del campionato europeo di karate si è svolta a Titograd in Jugoslavia (oggi Podgorica in Montenegro) nel 1989. Hanno preso parte alla competizione 370 karateka provenienti da 23 paesi.

## Campioni d'Europa

### Kata
| Categoria             | Vincitore      |
| Individuale maschile  | Dario Marchini |
| Individuale femminile | Restelli       |
| Squadre maschili      | Italia         |
| Squadre femminili     | Italia         |

### Kumite
| Categoria              | Vincitore        |
| Fino a 60 kg maschile  | Damien Dovy      |
| Fino a 65 kg maschile  | Didier Lupo      |
| Fino a 70 kg maschile  | Bruno Pellicier  |
| Fino a 75 kg maschile  | Andrea Lentini   |
| Fino ad 80 kg maschile | José Manuel Egea |
| Oltre 80 kg maschile   | Marc Pyrée       |
| Open maschile          | Dudley Josepa    |
| Open ippon maschile    | Thierry Masci    |
| Fino a 53 kg femminile | Senff            |
| Fino a 60 kg femminile | M. Samuel        |
| Oltre 60 kg femminile  | C. Belrhiti      |
| Squadre maschili       | Svezia           |
| Squadre femminili      | Finlandia        |